# Sacca Fisola
Die Sacca Fisola ist eine durch Aufschüttungen im Jahr 1953 gesicherte Insel in der Lagune von Venedig, die bereits im Laufe des 19. Jahrhunderts unsystematisch entstanden war. Am 29. August 2009 wurden 1480 Bewohner gezählt, 2016 waren es 1452.

## Ausdehnung, Lage

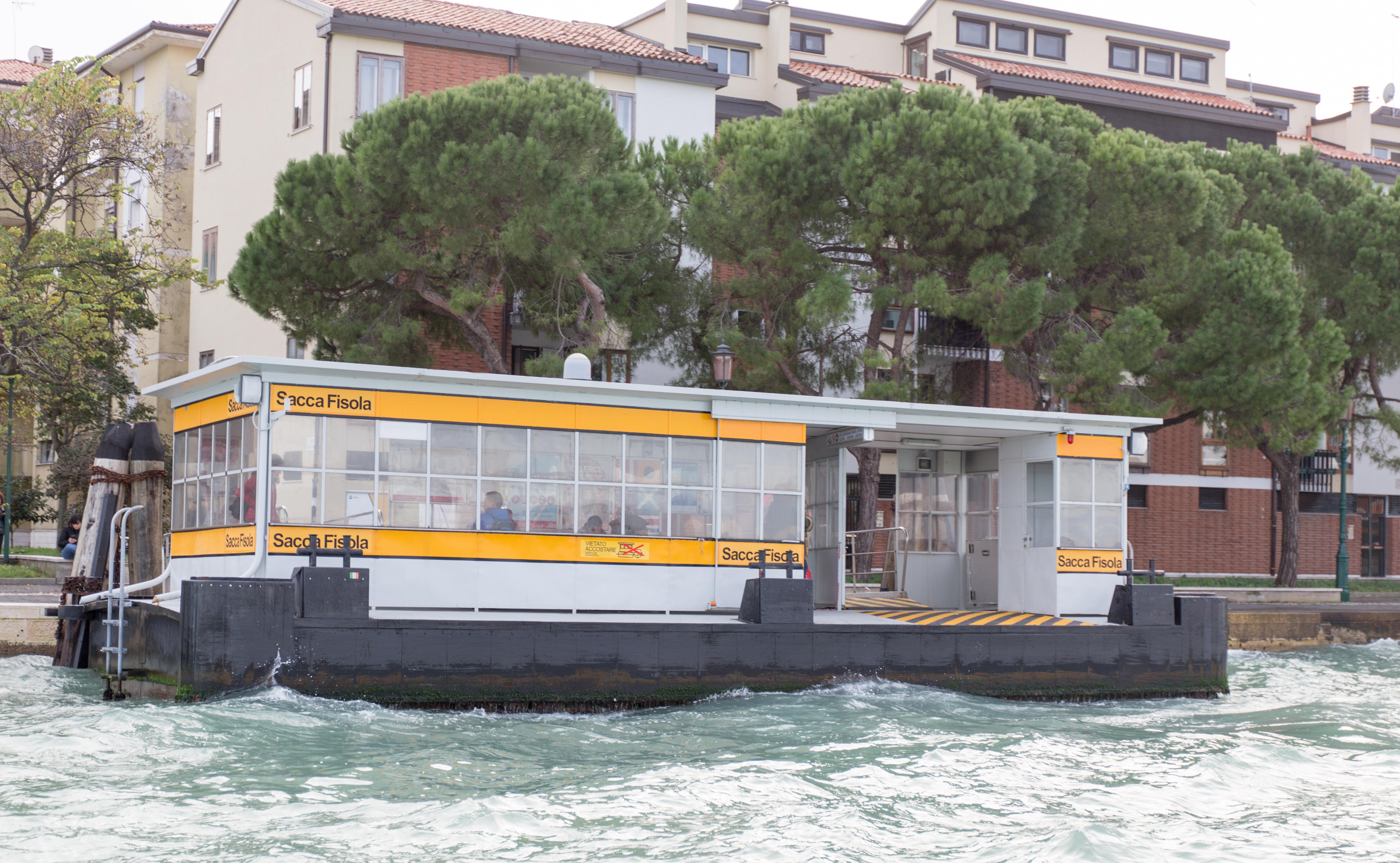
Anlegestelle Sacca Fisola an der Nordseite der Insel

Die rund 10,6 ha (105.837 m²) große Insel gehört zum Stadtteil Dorsoduro des historischen Zentrums und wird fast ausschließlich als Wohngebiet genutzt. Die Bebauung entstand überwiegend zwischen 1958 und 1968. Sacca Fisola ist nach der Insel Sacca San Biagio, die seit 1969 als Standort einer Müllverbrennungsanlage dient und zu der eine schmale Holzbrücke führt, die westlich sich an die Giudecca anschließende Insel. Eine Fußgängerbrücke führt zudem von Sacca Fisola nach Osten über den 50 bis 70 Meter breiten und 330 Meter langen Canale dei Lavraneri (dort befindet sich unmittelbar an der Brücke ein Präsidium der Carabinieri, der italienischen Gendarmerie) zum Campiello Friuli auf der westlichsten Insel Molino Stucky der Insel(gruppe) Giudecca (in der Nähe befindet sich das Frauengefängnis mit etwa 80 Insassinnen).
Unmittelbar südlich der Hauptinsel befinden sich drei weitere Inseln, die ebenfalls zu Sacca Fisola gehören. An der Nordseite der östlichsten und kleinsten der drei Inseln befindet sich das Remiera Università Ca' Foscari e IUAV an den Fondamenta S. Gerardo Sagredo, ein Institut der Universität Venedig.

## Verkehr
Sacca Fisola ist durch Vaporetti genannte Flachboote an den öffentlichen Schiffsverkehr angebunden. Auf der Insel befindet sich eine der vier Haltestellen der Giudecca, nämlich Sacca Fisola, der sich Richtung Osten Palanca, Redentore und Zitelle anschließen. Sacca Fisola wird von der Linie 2 angefahren.

## Geschichte

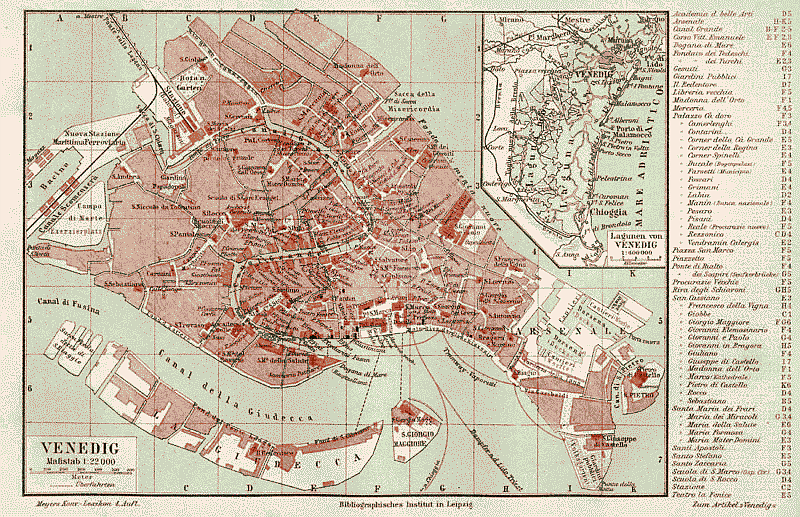
Venedig 1888, deutlich erkennbar die Insel Sacca Fisola

Auf der ungeplant entstandenen Insel sollte in der zu dieser Zeit noch dicht besiedelten Stadt Venedig bezahlbarer Wohnraum für die Arbeiter entstehen. Allerdings entstand die Insel durch die Baumaßnahmen nicht neu, sondern, bedingt durch Abfälle und Bauschutt, war dort längst auf ungeplante Weise eine Insel entstanden, die nur noch baulich gesichert und mit einer Infrastruktur versehen werden musste. Schon Ende des 19. Jahrhunderts war es möglich, das Land zu kultivieren. Dort entstand auch eine kleine Industrieanlage, später ein Transformator.
1942 entwickelte das Istituto fascista autonomo per le case popolari della Provincia di Venezia Pläne, dort Behausungen zu errichten, die allerdings nie zur Ausführung kamen. Mit moderner Technik und Materialien sollte die Stadt Venedig an dieser Stelle ihre Fortsetzung finden.
1956 nahm man die Pläne von 1942 wieder auf, wollte jedoch verhindern, dass dort eine bloße Schlafstadt entsteht. So waren Sozialzentren, ein Kino, eine Art Berufsschule und Sporteinrichtungen vorgesehen, doch wurden diese Pläne schon früh aufgegeben. So entstanden zwischen 1958 und 1968 nur Wohnhäuser, geleitet von einer Gruppe um den seinerzeitigen „Stararchitekten“ Giuseppe Samonà (1898–1983).
Die Bauweise lehnt sich in keiner Weise an die venezianische Kernstadt an, sondern ist regelmäßig, die meist drei- bis fünfstöckigen Häuser sind isoliert, häufig um Höfe organisiert. Es entstand auch keine Ähnlichkeit mit den übrigen Inseln der Giudecca, die nach Norden eine dichte Gebäudefront aufweisen, nach Süden sich zur Lagune öffnen und mit Gärten und parkartigen Anlagen durchsetzt sind. Nur der Hauptplatz befindet sich mitten auf der Insel, der Campo della chiesa. Dort befinden sich zudem die Geschäfte, eine Bar und ein Kindergarten. Von den seinerzeit neun Geschäften befanden sich allein sechs unter den einzigen Arkaden auf der Insel, die zudem als „rudimentary in their expression“ bezeichnet wurden. Der Platz hingegen wurde kaum genutzt.

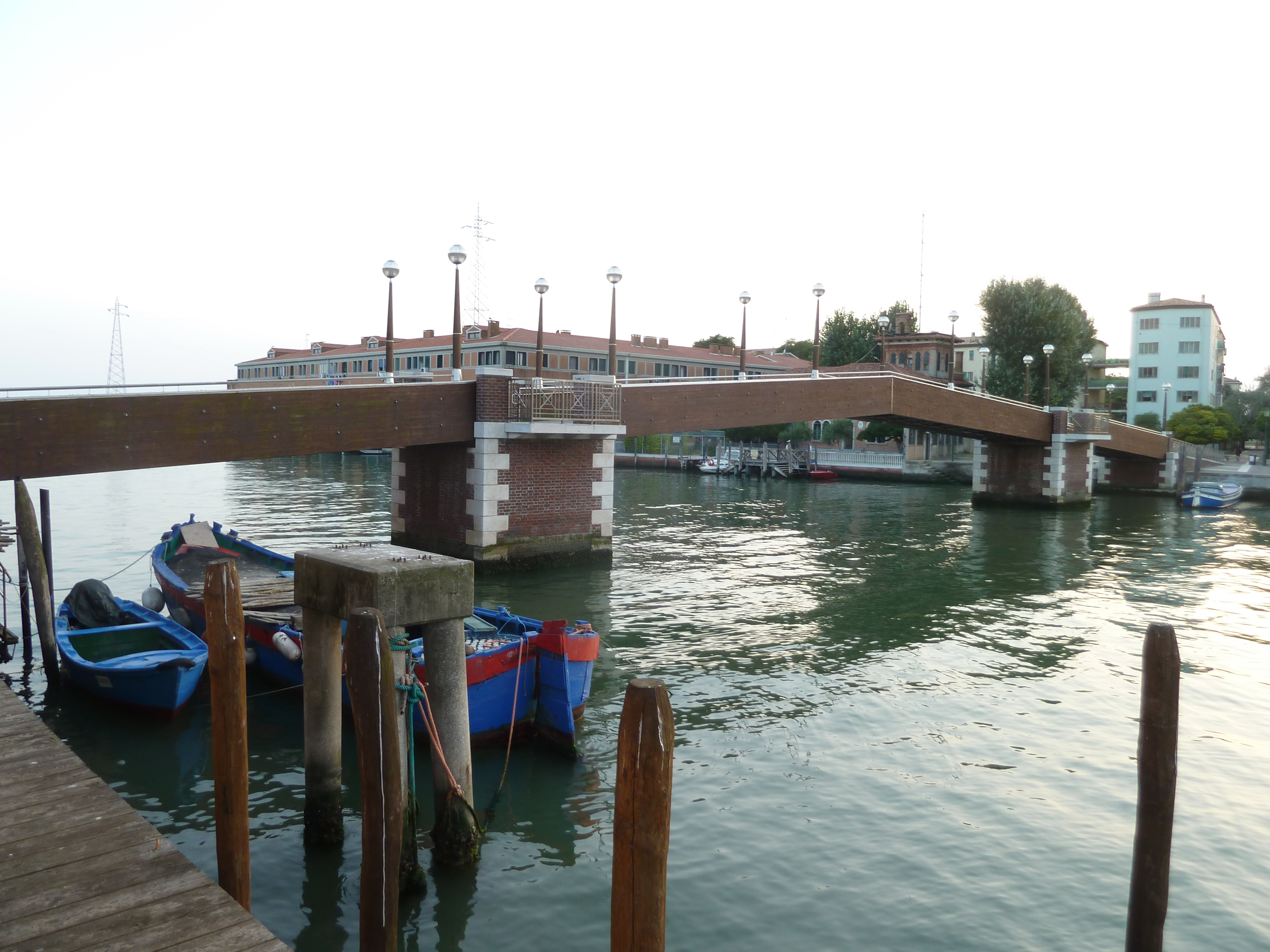
Die Brücke Ponte dei Lavraneri bildet die Brücke von Sacca Fisola zur Giudecca

Bis 1991 waren 35 % der Insel unbebaut, was für zahlreiche ungenutzte Flächen sorgt, die dem Stadtteil etwas ungeordnetes geben. Zahlreiche Wände sind ohne erkennbaren Anlass errichtet worden, Häuserzeilen wirken wie nie vollendet. Dadurch, dass auf der Insel keine Arbeitsplätze entstanden, verlässt praktisch die gesamte arbeitsfähige Bevölkerung morgens die Insel, um erst abends heimzukehren, auch dies entsprechend veralteten urbanen Konzepten aus den Nachkriegsjahrzehnten. Dabei fährt der größere Teil nach Marghera, ein Teil aber auch in die Touristikbetriebe der Altstadt.

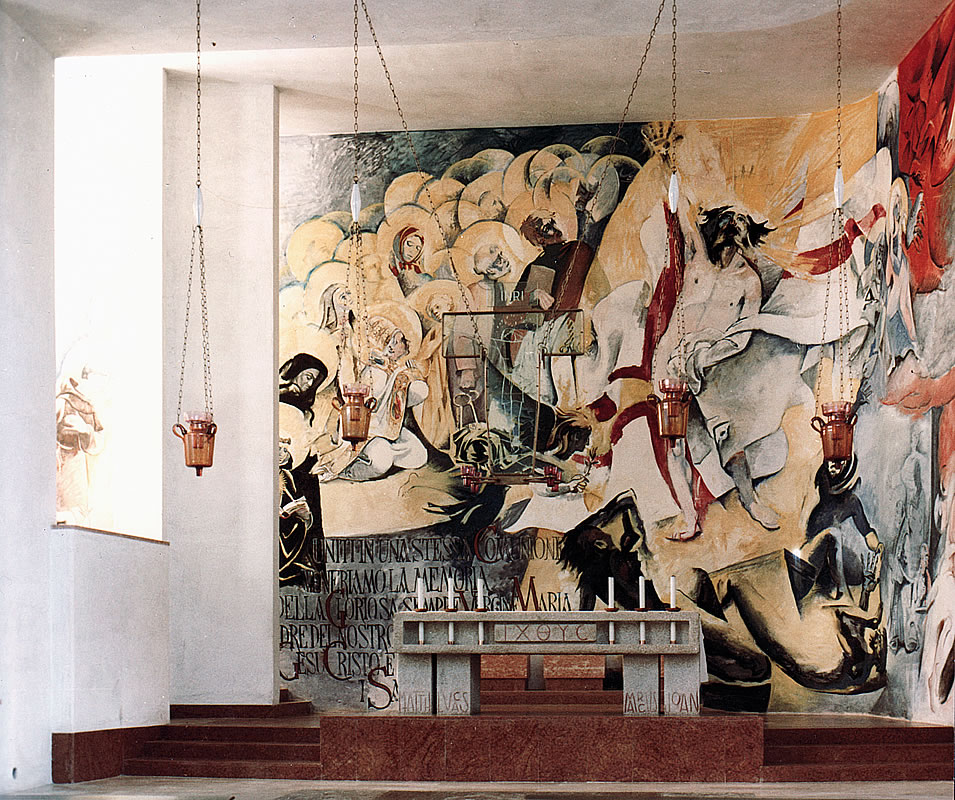
Die Auferstehung von Ernani Costantini (1922–2007), geschaffen 1964

Südlich der Insel Sacca Fisola befinden sich drei kleine Inseln, auf einer, der größten und westlichsten, wird der Haushaltsmüll gesammelt und deponiert. Auf der mittleren befindet sich ein Tennisplatz, auf der östlichen, der kleinsten der drei, befindet sich am Nordufer ein Institut der Universität Venedig.
Am Südrand der Insel befindet sich zudem die Kirche San Gerardo Segredo, ein Betonbau. Sacca Fisola und Sacca San Biagio bilden das Gebiet ihrer Pfarrei. Bemerkenswert ist in der Kirche das Gemälde Resurrezione di Cristo e comunione dei Santi, das 1964 von Ernani Costantini geschaffen wurde.

## Belege
1. ↑  Ma quanti sono i veneziani?, in: Metropolitano.it, 2. November 2016.
2. ↑  Vatikan-Pavillon bei der Biennale: Einblicke, die das Weltbild verändern, Vatican News.
3. ↑  Dies und das Folgende nach: Kaj Noschis: The affective meaning of neighbourhood, in: National Geographic 37 (1991) 17–27, hier: S. 18 (online, PDF).
4. ↑  Kaj Noschis: Public Settings of a Neighbourhood: Identity and Symbolism, in: Architettura & Comportamento/Architecture and Behavior 3 (1987) 301–316, hier: S. 309 (online, PDF).
5. ↑  Le opere d'Arte Sacra di Ernani Costantini dal 1950 al 2005, costantini.org.